# Крутилин, Сергей Андреевич
Серге́й Андре́евич Крути́лин (1921—1985) — русский советский писатель. Член ВКП(б) с 1945 года.

## Биография
Родился 2 октября 1921 года в селе Делехово в крестьянской семье. В 1940 году онкончил ремесленное училище, после чего призван в РККА и направлен на стройки Дальнего Востока. Принимал участие в войне, в 1942 году при выходе из окружения в районе деревни Мясной Бор тяжело ранен и в 1943 году демобилизован. В 1947 году кончил филологический факультет МГУ. После этого начал литературную деятельность. С 1965 года входил в состав правления СП СССР, с 1967 года входил в редколлегию журнала «Москва». Жил в Москве.
С. А. Крутилин умер 28 февраля 1985 года. Похоронен в Тарусе на старом городском кладбище

Основные темы его соцреалистических, довольно растянутых произведений — сельская жизнь и война.
— Вольфганг Казак

## Награды и премии
- орден Трудового Красного Знамени (10.04.1980)
- орден Дружбы народов (05.11.1981)
- орден «Знак Почёта» (28.10.1967)
- медали
- Государственная премия РСФСР имени М. Горького (1967) — за роман «Липяги. Из записок сельского учителя» (1963—1965)

## Сочинения
- Родники, 1953
- За поворотом, 1961
- Подснежники, 1961 (повесть описывает освоение целины и даёт новый, идеальный тип партийного руководителя)
- Липяги, 1965 (повесть в форме «записок деревенского учителя» состоит из 15 самостоятельных глав, дополнявшихся и перемещавшихся с места на место в процессе неоднократных переизданий, и не связанных в единое целое; здесь описаны судьбы различных семей в одной из деревень Рязанской области)
- Косой дождь, 1970
- Лейтенант Артюхов, 1970
- За косогором, повести, Москва, "Молодая гвардия", 1971
- Кресты // «Москва», 1975, № 7-8
- Окружение // «Наш современник», 1976, № 12
- Прощальный ужин // «Дружба народов», 1977, № 10 (любовная история, развивающаяся на фоне Ташкента, который восстанавливается после землетрясения)
- Апраксин бор. В 3-х кн. (1.Лейтенант Артюхов, 2.Кресты, 3.Окружение), 1978 (трилогия о войне написана на основе личного опыта, но при этом обращает усиленное внимание на роль партийного руководства)
- Грехи наши тяжкие, 1982

Издания
- Собрание сочинений. В 3-х тт., 1984.